# Sierra de inglete

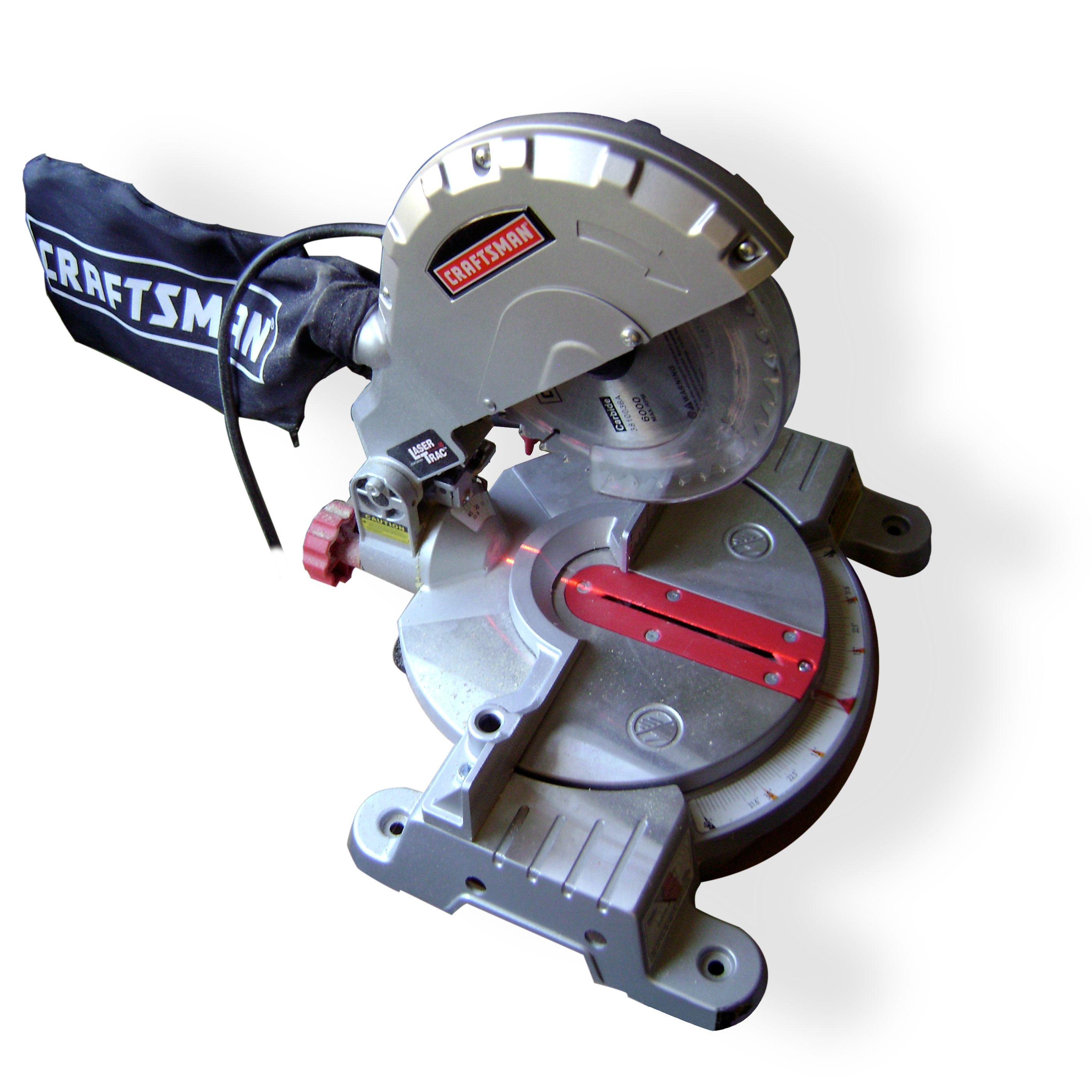
Una sierra de inglete motorizada.

Una sierra de inglete o sierra ingleteadora es una sierra que se usa para hacer cortes transversales e ingletes precisos en una pieza de trabajo, colocando una hoja montada sobre una tabla. Una sierra de inglete en su forma más antigua se componía de una sierra trasera en una caja de inglete, pero la realización moderna consiste en una sierra circular motorizada que se puede colocar en una variedad de ángulos y bajar sobre una pieza de trabajo colocada contra un tope trasero.
Las sierras ingleteadoras eléctricas también cortan biseles en una pieza de trabajo, ajustando el eje de inclinación vertical de la parte superior de la máquina mientras la mesa se apoya horizontalmente. Las sierras de inglete cuyo eje se puede inclinar en una sola dirección se conocen como sierras de inglete de un solo compuesto. Si el eje puede inclinarse tanto hacia la izquierda como hacia la derecha, se conoce como sierra de inglete compuesta de doble bisel. Algunas están equipadas con un sistema de riel deslizante o tienen un brazo de pivote para cortar piezas de trabajo más anchas cuando se colocan sobre la mesa de la sierra y al ras contra la guía. Esto se conoce como sierra ingleteadora deslizante compuesta.
Las sierras de inglete se utilizan principalmente para cortar transversalmente piezas de madera y molduras de madera, pero también se pueden utilizar para cortar metal, mampostería y plásticos usando un tipo de hoja apropiado al material que se esté cortando.
Las sierras de inglete también vienen en una variedad de tamaños. Los tamaños más comunes son hojas de tamaño 180, 250 y 300 mm (7 1⁄4, 10 y 12 pulgadas). Cada uno tiene su propia capacidad de corte.
También hay versiones con cable e inalámbricas, producidos por varios fabricantes.
Un nombre inapropiado que recibe comúnmente es sierra de corte. Aunque algo similar en la acción de corte de las máquinas, son dos tipos de sierra completamente diferentes. Una sierra de corte está diseñada específicamente para cortar metal y generalmente se opera mientras está acostada en el suelo con la hoja fija a 90 ° en vertical. Una sierra de corte no puede hacer un corte a inglete a menos que sea manipulada por el operador en lugar de la función de la máquina misma.